# Clostridium thermobutyricum
Il Clostridium thermobutyricum è una specie di batterio appartenente alla famiglia delle Clostridiaceae.